# Cemitério São Judas Tadeu
O Cemitério São Judas Tadeu também conhecido como Cemitério do Picanço  é uma necrópole localizada no bairro do Picanço, na cidade de Guarulhos. Fundado em 1952 conta com uma área de 49.320,95 m².

## References
1. ↑  https://www.guarulhoshoje.com.br/2018/07/06/prefeitura-promove-passeio-fotografico-no-cemiterio-do-picanco
2. ↑  https://servicofunerario.guarulhos.sp.gov.br/content/cemit%C3%A9rio-s%C3%A3o-judas-tadeu-0